# Bệnh viện Grall

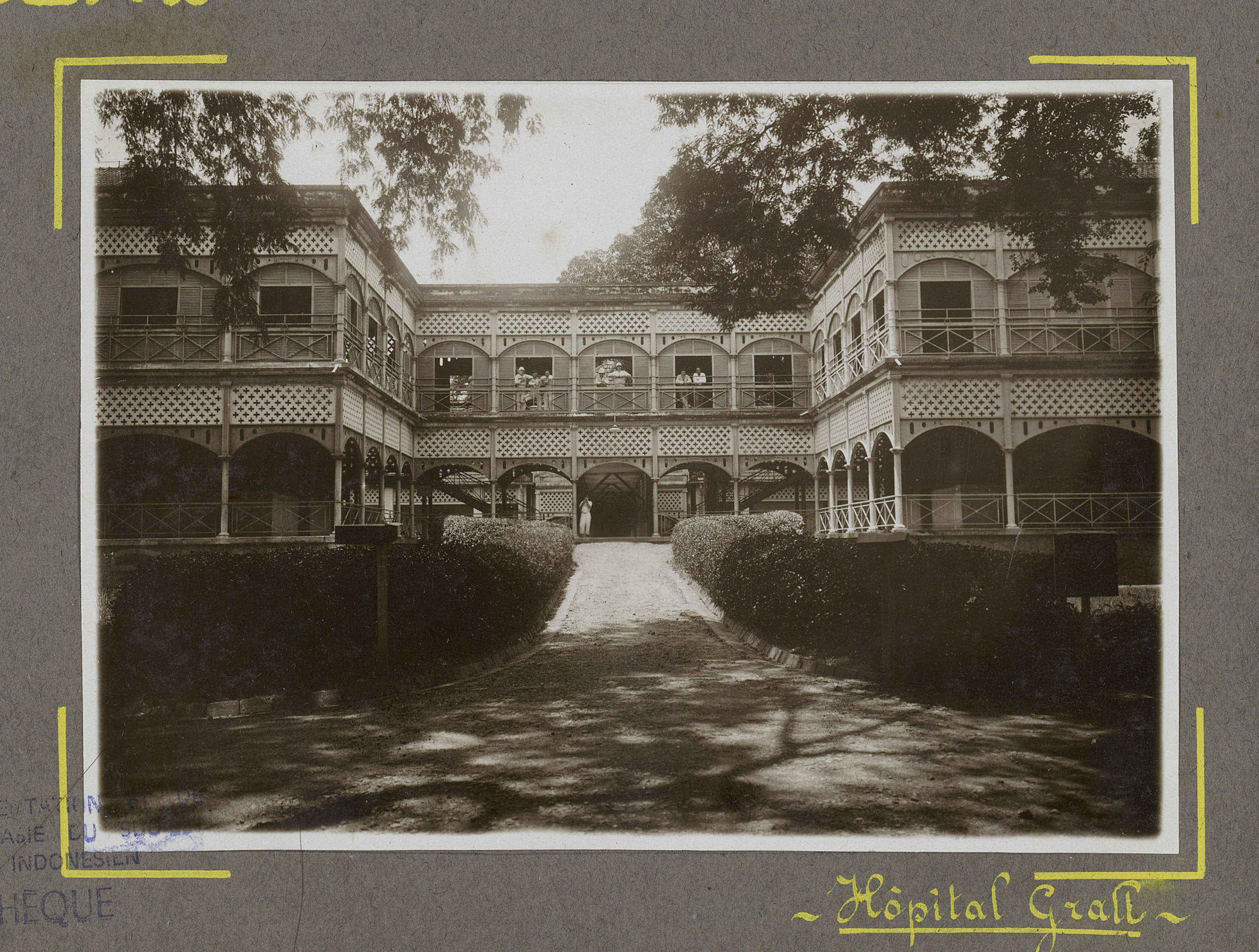
Một góc Bệnh viện Grall vào khoảng năm 1930

Bệnh viện Grall là một bệnh viện do chính quyền Pháp quản lý ở Sài Gòn trước đây (nay là Thành phố Hồ Chí Minh). Từ năm 1978, địa điểm này trở thành cơ sở của Bệnh viện Nhi đồng 2.

## Lịch sử

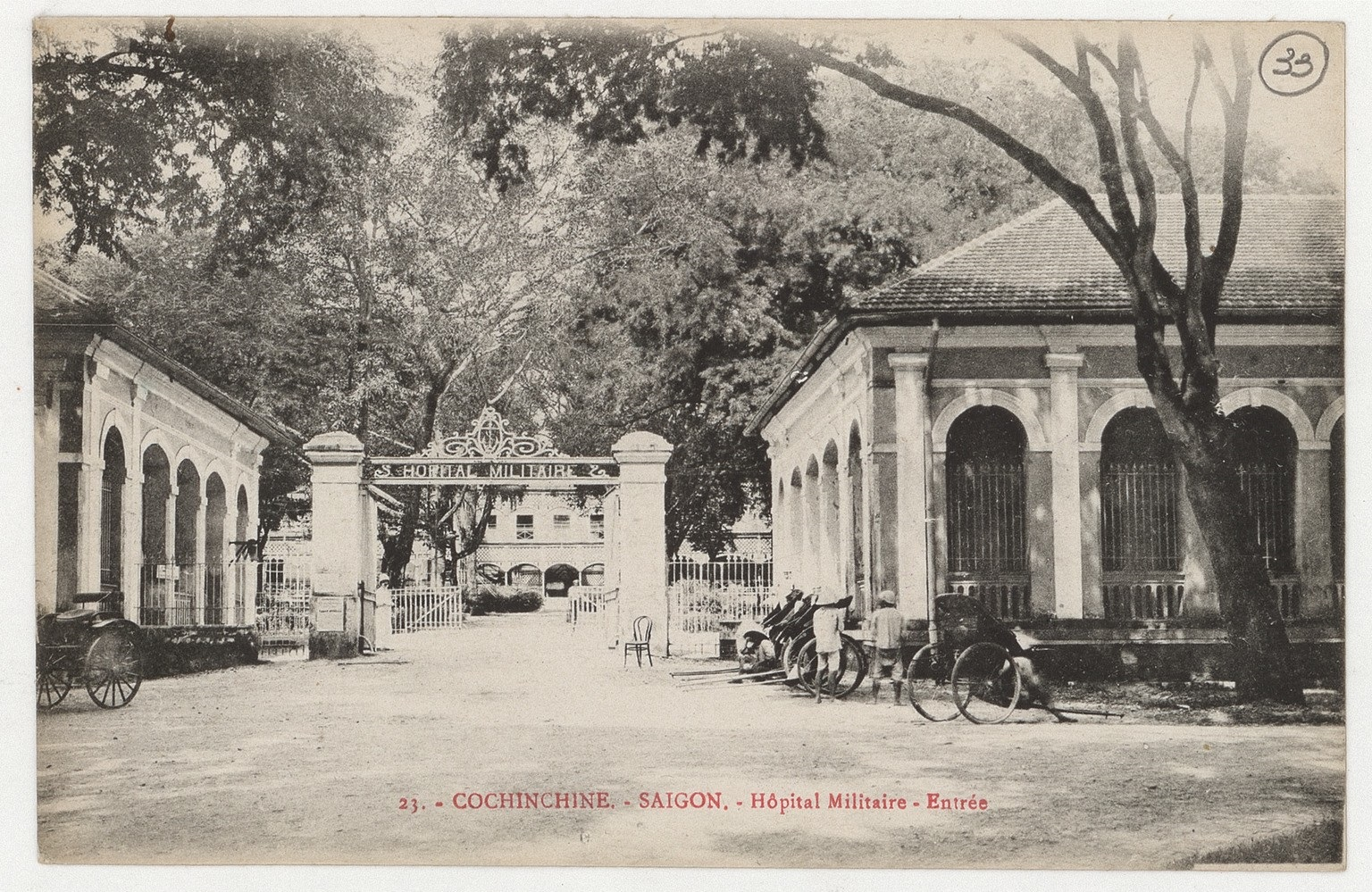
Cổng chính bệnh viện Quân y vào cuối thế kỷ 19

Tiền thân của Bệnh viện Grall là bệnh viện Quân y (tiếng Pháp: Hôpital militaire) của Quân đội Pháp, thành lập từ năm 1862 khi họ mới xâm chiếm Nam Kỳ. Cơ sở này vào cuối thập niên 1870 chuyển về số 14 rue Lagrandière, nay là số 14 Lý Tự Trọng. Tại cơ sở này nhà bác học Albert Calmette cho thành lập Viện Pasteur (Pasteur-Institut) đầu tiên ở ngoài nước Pháp năm 1891.
Cấu trúc các tòa nhà trong khuôn viên đều là sườn sắt tiền chế đem ráp lại trên nền bằng đá. Mọi vật liệu mang từ Pháp sang.
Từ năm 1905 trở đi cơ sở y tế này dưới sự điều hành của bác sĩ Charles Grall, mở cửa chữa trị cho mọi thành phần, quân sự cũng như dân sự kể cả dân bản xứ. Năm 1925 bệnh viện Quân y chính thức mang tên "Bệnh viện Grall" để vinh danh Giám đốc Y tế Nam Kỳ, bác sĩ Charles Grall. Tháng 4 năm 1945, bệnh viện bị trúng bom, phá sập mé phía bắc, tiêu hủy các phòng thí nghiệm.
Dưới thời Việt Nam Cộng hòa, bệnh viện còn được gọi là Bệnh viện Đồn Đất, tuy nhiên vẫn do chính phủ Pháp quản lý thông qua Bộ Ngoại giao Pháp. Lúc này bệnh viện có 560 giường.
Ngày 3 tháng 11 năm 1966, bệnh viện trúng pháo của Mặt trận Dân tộc Giải phóng miền Nam Việt Nam. Vào cuối tháng 4 năm 1975, trong đợt tấn công cuối cùng vào Sài Gòn, bệnh viện Grall bị tràn ngập, bệnh nhân trọng thương vì chiến trận lên đến 222 người chỉ trong ba ngày cuối cùng.
Năm 1976, bệnh viện được chuyển giao cho nhà chức trách Cộng hòa Xã hội Chủ nghĩa Việt Nam và người Pháp rút đi.
Năm 1978, bệnh viện Đồn Đất chuyển cơ sở về Bệnh viện Thống Nhất, còn cơ sở cũ được bàn giao cho Bệnh viện Nhi đồng 2, chấm dứt thời kỳ bệnh viện tổng quát và trở thành bệnh viện chuyên môn nhi khoa.